# Papel térmico
El papel térmico, también conocido como «papel químico» o «rollo térmico» es un tipo especial de papel reactivo al calor, y que se imprime mediante el método de «impresión térmica directa». Esto significa que se imprime gracias al calor, sin tinta. 
Un papel térmico tiene dos lados o caras: anverso (delante) y reverso (detrás). La cara anversa está recubierta por un revestimiento ligeramente brillante, mientras que el reverso es opaco. Cuando se aplica una fuente de calor por la parte del reverso, la parte del anverso se oscurece gracias a una combinación de un colorante leuco.
El papel térmico no es reciclable y no debe echarse al contenedor de papel.

## Componentes del papel térmico

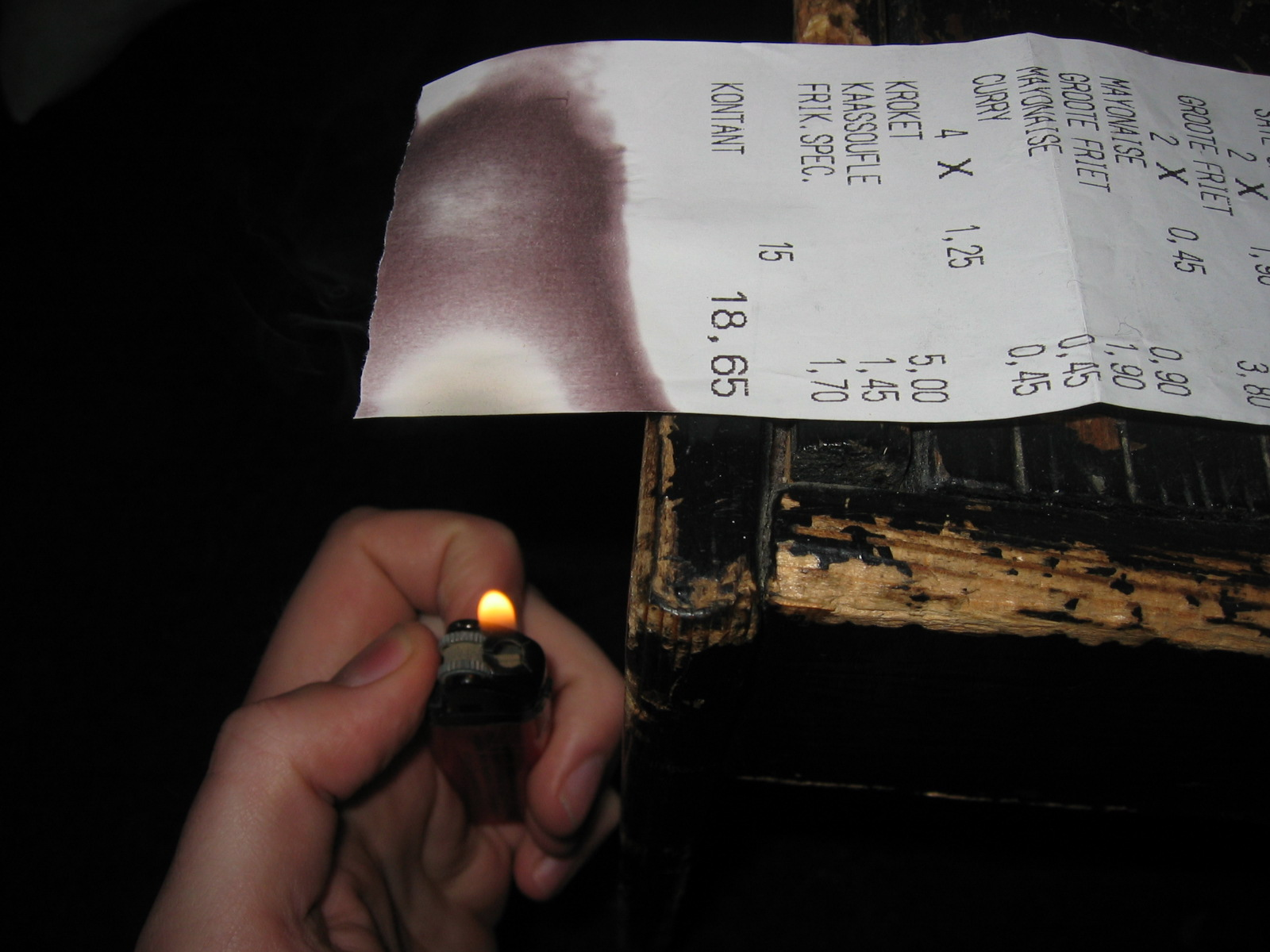
El papel térmico se oscurece al aplicarle calor.

En cualquier papel térmico se distinguen las siguientes partes:
- Papel base o soporte: Tal como su nombre indica, es la base en la que irán luego todas las capas químicas del papel.
- Precapa o capa «under coating»: Se utiliza a modo de capa inferior para garantizar la uniformidad de la superficie en la que se aplican las siguientes capas. Favorece el reparto equitativo de todos los materiales, y una mayor resolución a la hora de imprimir.
- Capa térmica: Es la capa superior, compuesta por un gran número de componentes químicos entre los que se encuentran el colorante, un correactante y un sensibilizador.

Para comprobar cómo funcionan estas capas, es tan sencillo como acercar (sin entrar nunca en contacto) una llama de mechero por la parte trasera del papel. Veremos cómo la parte superior se tiñe de negro automáticamente.
Los rollos de papel térmico pueden ser fabricados en diferentes gramajes, dependiendo del grosor que sea necesario en cada aplicación. El más habitual es de 56 gramos. Al usar gramajes superiores hay que tener en cuenta que la impresora térmica tiene que estar preparada para soportar dicho papel.
En la fabricación de rollos de papel térmico se emplean bobinas de gran volumen y hasta 3 metros de ancho por 2 de diámetro, que luego se cortarán en la medida deseada, siendo la de 80x80x12 una de las más utilizadas.
La medida de un rollo de papel térmico se divide en tres unidades:
1. Ancho de tique
2. Diámetro del rollo
3. Diámetro del mandril (canutillo central)

de tal manera que la primera medida es el ancho, la segunda el diámetro y la tercera, el diámetro de canutillo, por ejemplo, 80x80x12.

## Ventajas
Existen numerosas ventajas con respecto al uso de rollos de papel convencionales:
- Económico: Al no necesitar cintas, tinta ni otros sistemas de impresión, cuesta menos utilizar papel térmico que papel convencional.
- Calidad de impresión: La impresión directa es un sistema muy fiable. La calidad de salida es constante independientemente del número de datos que haya que imprimir. No precisa de consumibles aparte.
- Fiabilidad: Las impresoras térmicas necesitan pocos componentes para funcionar. Lo único que usan es un cabezal térmico y el sistema de transporte, por lo que el número de averías es inmensamente inferior a los sistemas convencionales.
- Silencioso: Al no utilizar métodos de impacto, durante la impresión térmica solamente se escucha el desplazamiento del rollo de papel.

## Desventajas
Hay evidencia científica que pone en duda el carácter ecológico del uso de papel térmico:
- Toxicidad: Según la AECOSAN (Agencia Española para el Consumo, Seguridad Alimentaria y Nutrición), el último estudio publicado por la EFSA (European Food Safety Authority[3]) muestra que es la segunda causa de exposición al Bisfenol A, una sustancia tóxica que a dosis altas «puede probablemente causar efectos adversos en el riñón y el hígado»,[4] es el papel térmico: «Por los datos sobre los que ha trabajado EFSA para elaborar su opinión, sabemos que la exposición a través de la dieta, que es la principal fuente de exposición del consumidor a bisfenol A en todos los grupos de la población y rangos de edad, supone el 78-99% del global. Detrás vendrían el papel térmico, con el 7-15% en todos los grupos de población de más de 3 años de edad, y el polvo, con el 2,1% en niños menores de 3 años. La suma de la exposición calculada es de 4 a 15 veces menor que la estimada previamente en 2006»,[4] (las negritas son del editor).
- Disruptor endocrino: Algunos papeles térmicos tienen una capa de Bisfenol A (BPA), que es un químico considerado disruptor endocrino.[5][6] El BPA puede contaminar el papel reciclado.[7][8] El BPA se transfiere a la piel en pequeñas cantidades de forma rápida:

Al tomar un recibo de papel térmico durante 5 segundos se transfiere 1 μg de BPA (0,2-0,6 µg) al dedo pulgar e índice si la piel está seca y 10 veces más si está húmeda o con grasa. La exposición prolongada durante 10 horas diarias, como la de un cajero, podría alcanzar los 71 microgramos al día, que es 42 veces menos que la ingesta diaria tolerable (TDI).

- Durabilidad: Otra desventaja es que la escritura no se conserva; la durabilidad de este puede variar según la tecnología de impresión utilizada. Las impresoras de etiquetas por transferencia térmica obtienen etiquetas con mayor nitidez y vida útil. Ahora bien, las etiquetas con tecnología de impresión térmica directa, pese a no tener la misma resistencia al paso del tiempo, su producción es más económica.[10]
- No reciclable: El papel térmico no es reciclable y no debe echarse al contenedor de papel.[1]